# François Varillon
François Varillon (Bron, 28 luglio 1905 – Lione, 17 luglio 1978) è stato un gesuita e scrittore francese.
È autore di varie opere di formazione cristiana che hanno avuto grande successo e molte ristampe:
- Un compendio della fede cattolica. Cultura umana e rinuncia cristiana, EDB 2008 (ed. orig. francese per i tipi di Prière et Vie, 1968)
- L'umiltà di Dio, Edizioni Qiqajon 1999, ISBN 978-88-8227-049-0 (ed. orig. francese per i tipi di Éditions du Centurion, riconosciuto con il Grand Prix catholique de littérature)
- La sofferenza di Dio (ed. orig. francese per i tipi di Éditions du Centurion, 1975)

Dettò numerose conferenze sulla fede cattolica, il cui contenuto è stato pubblicato postumo con il titolo Gioia di credere, gioia di vivere. Il mistero di Cristo rivelazione di Dio amore, proposta di vita nuova.
Fu amico dello scrittore Paul Claudel, del cui Journal fu editore. Grande lettore di Fénelon e di Charles Péguy, il suo pensiero influenzò quello di Teillhard de Chardin e di Henri de Lubac, due tra i principali teologi cattolici del XX secolo.